# 北海道道248号嘉多山美幌線

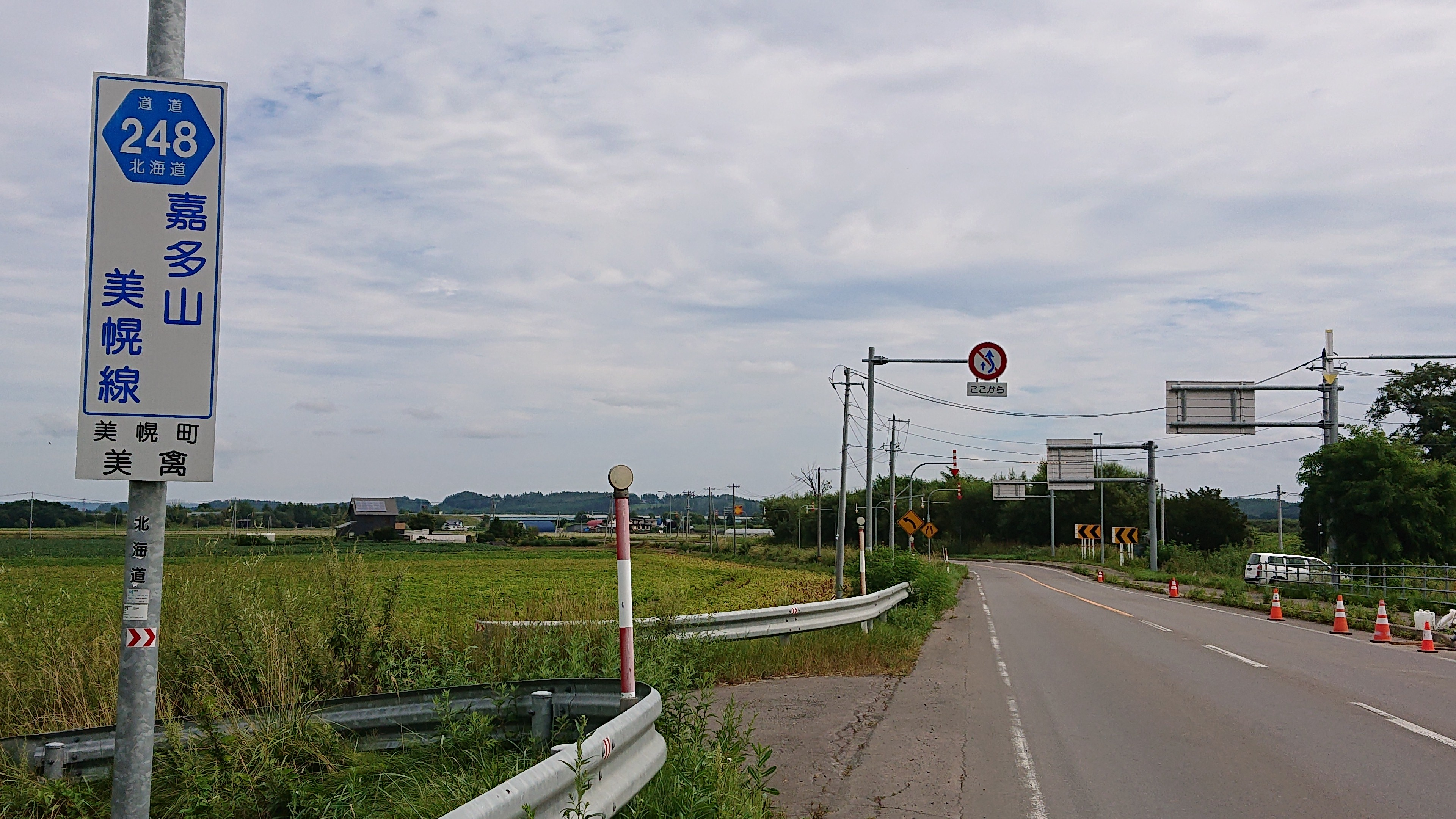
北海道道248号喜多山美幌線（美幌町美禽）

北海道道248号嘉多山美幌線（ほっかいどうどう248ごう かたやまびほろせん）は、北海道網走市と網走郡美幌町を結ぶ一般道道（北海道道）である。

## 概要

### 路線データ
- 起点：北海道網走市字嘉多山（北海道道104号網走端野線交点）
- 終点：北海道網走郡美幌町字美禽（国道39号交点）
- 路線延長：12.7 km（総延長）

## 歴史
- 1957年（昭和32年）3月30日 154号として路線認定[1]。
- 1994年（平成6年）10月1日 路線番号を248号に変更[2]。

## 路線状況

### 道路施設
主な橋梁
- 木禽橋（網走川支流）＝美幌町字美禽

## 地理

### 通過する自治体
- オホーツク総合振興局
  - 網走市
  - 網走郡
    - 大空町
    - 美幌町

### 交差する道路
網走市
- 北海道道104号網走端野線 - 嘉多山（起点）

大空町
- 北海道道714号住吉女満別停車場線 - 女満別住吉

美幌町
- 国道39号（美幌バイパス） - 美禽（接続はしない）
- 国道39号 - 美禽（終点）

### 沿線にある施設など
大空町
- 豊里郵便局 - 女満別豊里3-6